# Шар Голіцина
Шар Голіцина  (рос. Голицина слой, англ. Golitsyn layer, нім. Golizyn-Schicht f) — нижня частина верхньої мантії Землі, що характеризується найвищими у мантії значеннями градієнта швидкості поширення сейсмічних хвиль. Вказаний ефект обумовлений різким збільшенням у цій зоні густини і структури речовини. 
Шар розташований на глибині 400—900 км. Іноді його відносять до середньої мантії.
Шар Голіцина встановлено Голіциним (1916) за різким зростанням кутів виходу сейсмічної радіації на епіцентральній відстані (приблизно 2000 км). У світовій науковій літературі прийнята назва "20 границя розділу". 